# Čber
Čber nebo džber je označení pro dřevěnou nádobu  a také stará česká jednotka objemu, jež byla užívána už ve středověku a je doložena již z doby panování císaře Karla IV. Byla užívána zejména v jižních Čechách. 

## Alternativní německé názvy
- Zubar, Zibar, Zwibar

## Obvyklá hodnota
- jeden čber = 3 věrtele (nebo 3 věrtele + "něco")

## Místní odlišnosti
- Bádenský čber = 10 maldrů = 1 500 litrů
- Budějovický čber = 4 věrtele = 74,4 litrů
- Drslavský čber = 3 věrtele a 2 měřičky pražské = 81,81 litrů
- Hradecký čber = 4/3 měřice bejdovské = 93 litrů
- Krumlovský čber = 0,755 korce českého = 70,28 litrů
- Milevský čber = 53 až 59,21 litrů
- Prachatický čber = 69,68 až 69,8 litrů
- Třeboňský vrchovatý čber = 79 litrů
- Uherský menší čber = 1/2 uherského většího čberu = 42,295 litrů
- Uherský větší čber = 84,59 litrů
- Zvíkovský čber = 53,312 litrů

## Alternativní hodnoty
- jeden čber = 65 až 79 litrů
- odhad pro dobu panování císaře Karla IV. : jeden čber = 31 litrů (dva škopky)
- u piva a vína a dalších kapalin by se také mohlo jednat o alternativní název pro jeden týnský (sud) = 124 litrů